# 昆庫納尼山
13°55′32″S 70°46′47″W / 13.92556°S 70.77972°W

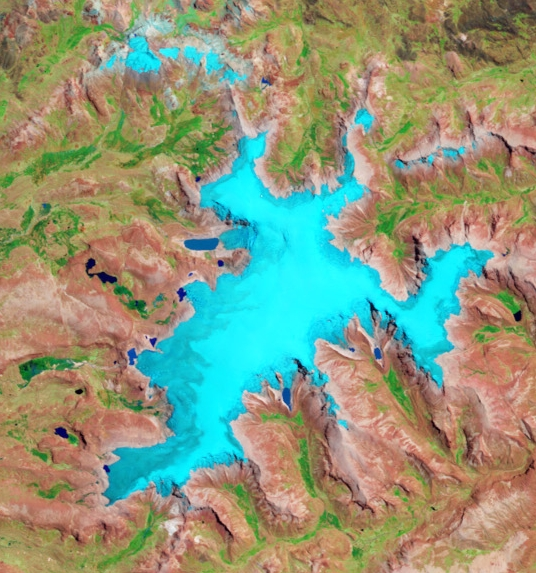

昆庫納尼山（Cuncunani），是秘魯的山峰，位於該國東南部普諾大區，由卡拉瓦亞省的科拉尼區負責管轄，屬於韋爾卡努塔山脈的一部分，海拔高度約5,400米。